# Soljani
Soljani är en ort i landskapet Slavonien i östra Kroatien som ligger nära gränsen till Bosnien och Hercegovina och Serbien. Soljani ligger i Vukovar-Srijems län och har  1 554 invånare (2001). Majoriteten är kroater.

## Historia
Staden har antika anor och dess forna namn var Saldis.